# Schmidtiellus
Schmidtiellus — рід трилобітів родини Holmiidae, що існував у пізньому кембрії (521—514 млн років тому). Рештки різних видів знайдені в морських середньокембрійських відкладеннях Польщі.